# Potter Valley (Californie)
Potter Valley est une census-designated place du comté de Mendocino, dans l'État de Californie, aux États-Unis,. En 2020, elle compte une population de 665 habitants.